# Amarillo selectivo

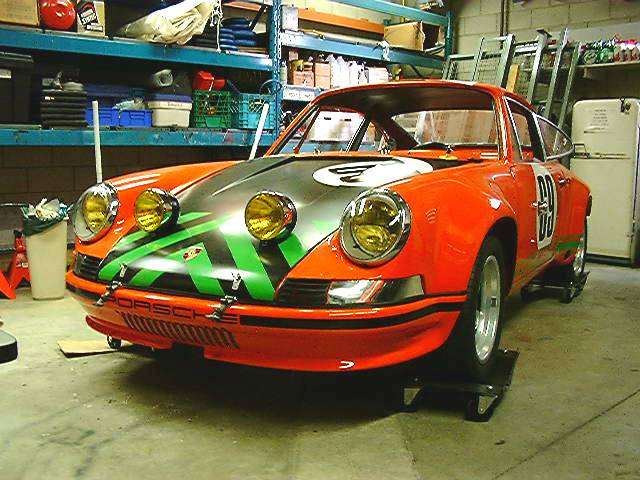
Porsche 911 con farera de color amarillo selectivo.

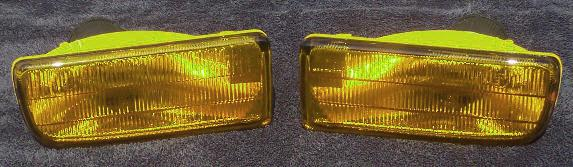
Luces antiniebla amarillo selectivo.

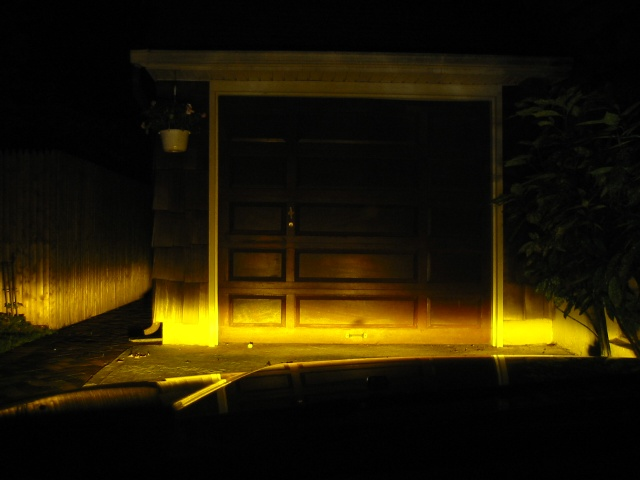
Iluminación con luces amarillo selectivo.

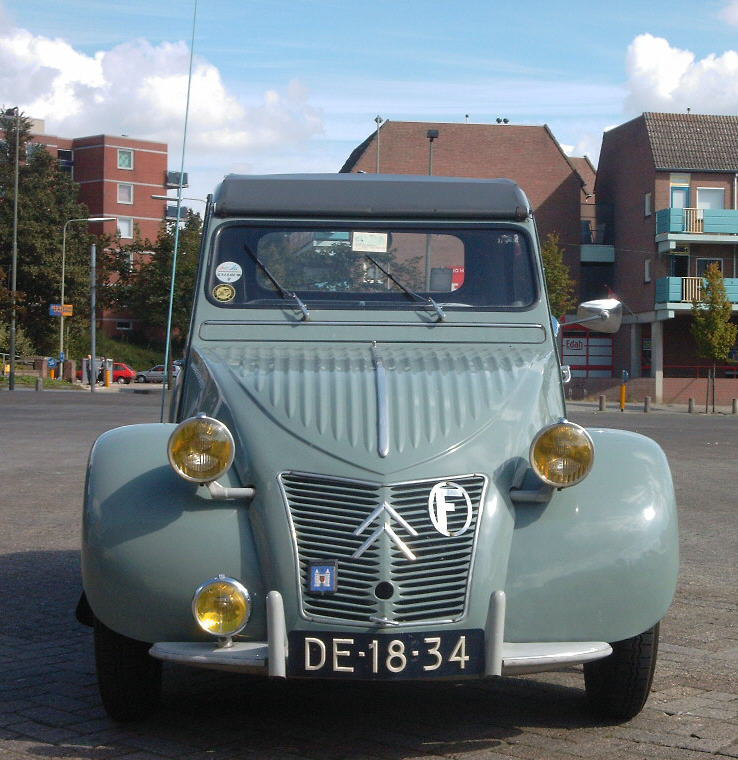
Citroën 2CV con faros amarillo selectivo.

El amarillo selectivo es un color, variante del amarillo, aplicado en la iluminación automotriz. Bajo las regulaciones del ECE, los faros se permitía que fueran blancos o de amarillo selectivo —en Francia, el amarillo selectivo era obligatorio hasta 1993—.
Las normas actuales obligan a los faros delanteros a emitir luz blanca. De todas formas, los faros antiniebla delanteros de amarillo selectivo todavía están permitidos; y algunos países europeos todavía lo permiten en los faros de carretera. Algunos países extraeuropeos, como Japón o Nueva Zelanda, también permiten el uso de iluminación amarillo selectivo.
El propósito de la luz amarilla selectiva es el de mejorar la visión nocturna al suprimir las longitudes de onda cortas de color azul, de la luz proyectada, al ser difíciles de procesar por el sistema visual humano, y provocar reflejos sobre la lluvia, niebla, nieve y problemas con los destellos.

## Definición formal
Las normas de la UNECE definen al amarillo selectivo en términos del espacio de color CIE 1931 así:
| Límite hacia el rojo               | {\displaystyle y\geq 0,138+0,580x} |
| Límite hacia el verde              | {\displaystyle y\leq 1,290x-0,100} |
| Límite hacia el blanco             | {\displaystyle y\geq 0,966-x}      |
| Límite hacia el valor del espectro | {\displaystyle y\leq 0,992-x}      |

Para faros antiniebla delanteros, el límite hacia el blanco se extiende:
| Límite hacia el blanco | {\displaystyle y\geq 0,940-x} |
| Límite hacia el blanco | {\displaystyle y\geq 0,440}   |

Actualmente existen proposiciones para que la UNECE redefina el amarillo selectivo para incluir este rango extendido, y para eliminar el color completamente de todas las regulaciones sobre iluminación.
Toda la definición básica de amarillo selectivo se encuentra fuera de la gama del espacio de color sRGB, al igual que el amarillo puro no se puede representar como primario. El color mostrado más arriba es una aproximación no saturada, creada tomando el baricentro del amarillo selectivo estándar en (0,502; 0,477) y llevándolo hacia el punto blanco D65, hasta que se encuentre en el triángulo de gamas sRGB en (0,478; 0,458).